# يونس

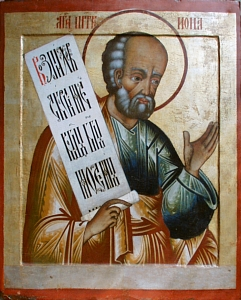
أيقونة روسية للنبي يونان، في دير، بجزيرة كيجي، بجمهورية كاريليا، روسيا.

يُونُس بنِ متَّى أو يونان بن أمتّاي (بالعبريَّة: יוֹנָה؛ نقحرة: يونه؛ وتعني حمامة) هو نبي عند اليهود والمسيحيين والمسلمين.
ذُكر اسمه بصيغة يونان في العهد القديم وذُكر في القرآن بصيغة يونس، وعاش في مملكة إسرائيل الشمالية في حوالي القرن الثامن قبل الميلاد. وهو شخصية محورية في سفر يونان، واشتهرت قصته التي ذُكر فيها أن الحوت ابتلعه. ويتكرر السرد التوراتي لرواية يونان، مع بعض الاختلافات الملحوظة، في القرآن.

## نسب يونس
يونس بن متى بن ماثان بن رجيم بن ايناشاه بن سليمان، وجل ما أثبتوه أنه: يونس بن متى. قالو: ومتى هي أمه، ولم ينسب إلى أمه من الرسل غير يونس ويسوع. ويسمى عند اليهود والمسيحيين باسم: يونان بن أمتاي.

## حياته في الكتاب المقدس العبري
يشير سفر الملوك الثاني أنَّ يونان هو ابن أمتّاي من جت حِفر (بالعبريَّة: גַּת חֵפֶר) وهي بلدة قديمة تقع على بعد بضعة أميال إلى الشمال من مدينة الناصرة. ويذكر سفر الملوك الثاني أن يونان قد تنبأ بأنَّ بريعام بن يهوآش، ملك إسرائيل سيرد تخم إسرائيل من مدخل حماة إلى بحر العربة (خليج العقبة).

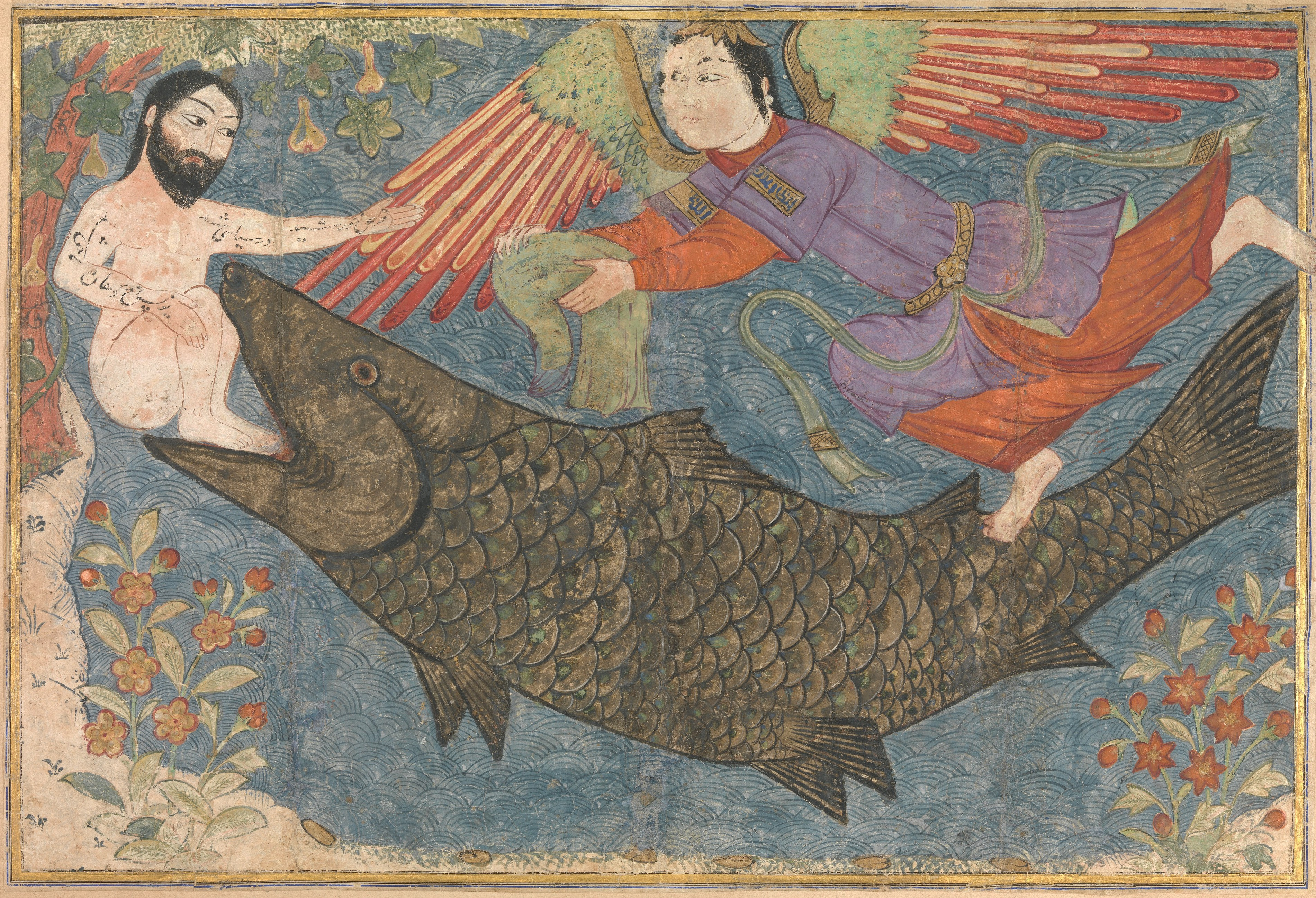
رسم تخيُلي من كتاب جامع التواريخ لِلنبي يونس والحوت يبتلعه.

يونان هو الشخصية المحوريَّة في سفر يونان. حيث وفقًا للسفر أرسل الله يونان إلى أهل «نينوى» وهي: مدينة كبيرة تقع على نهر دجلة أو قريبة منه، تجاه مدينة الموصل من أرض آشور (في القسم الشمالي من العراق الحديث)، وكان عدد أهل هذه المدينة مئة ألف أو يزيدون. وهي المملكة التي قامت بتدمير مملكة إسرائيل في سنة 722 ق.م. اما الآن فتقع المدينة باكملها وسط الموصل وسور المدينة على شكل تلال داخل الموصل انظر سور نينوئ. والذي يظهر أن رسالته كانت خلال القرن الثامن قبل ميلاد يسوع. وبحسب السفر أمر الله يونان أن يذهب إلى أهل نينوى، ليردهم إلى عبادة الله وحده، وذلك بعد أن دخلت فيهم عبادة الأوثان.
لكن يونان لم يقتنع بأن المدينة يمكن أن تتوب بالإضافة لكونها مدينة غير يهودية وبالتالي، هرب في سفينة من خلال الذهاب إلى يافا بإتجاه معاكس إلى ترشيش. ولكن الله أهاج البحر وكادت السفينة أن تغرق فحاول الركاب معرفة السبب غضب الألهة (فقد كانوا وثنيين) فإعترف يونان بذنبه وبأنه رفض طاعة إلهه فرمي خارج السفينة وسكنت العاصفة. أما يونان فقد أعد الله له حوت عظيم لكي يبتلعه وبقي في جوف الحوت ثلاثة أيام بلياليها فدعا الله معترفا بذنبه فقذفه الحوت للساحل. وأخيرا أذعن يونان إلى أمر الرب فانطلق إلى نينوى ليبشر أهلها بالخلاص وذهب للمدينة العاصية ووعظ سكانها فأعلنوا صوما عاما للتوبة ابتداء من الملك وحتى عامة الشعب والأطفال الرضع والبهائم فعفا الله عنهم، وهذا يدل على أن الخلاص ليس حصرًا في قوم بني إسرائيل. بيد أن نجاحه هناك وإقبال الناس على التوبة أثارا غضبه، فلقنه الله درسا عمليًا مستخدمًا مثال النبتة.

## في اليهودية

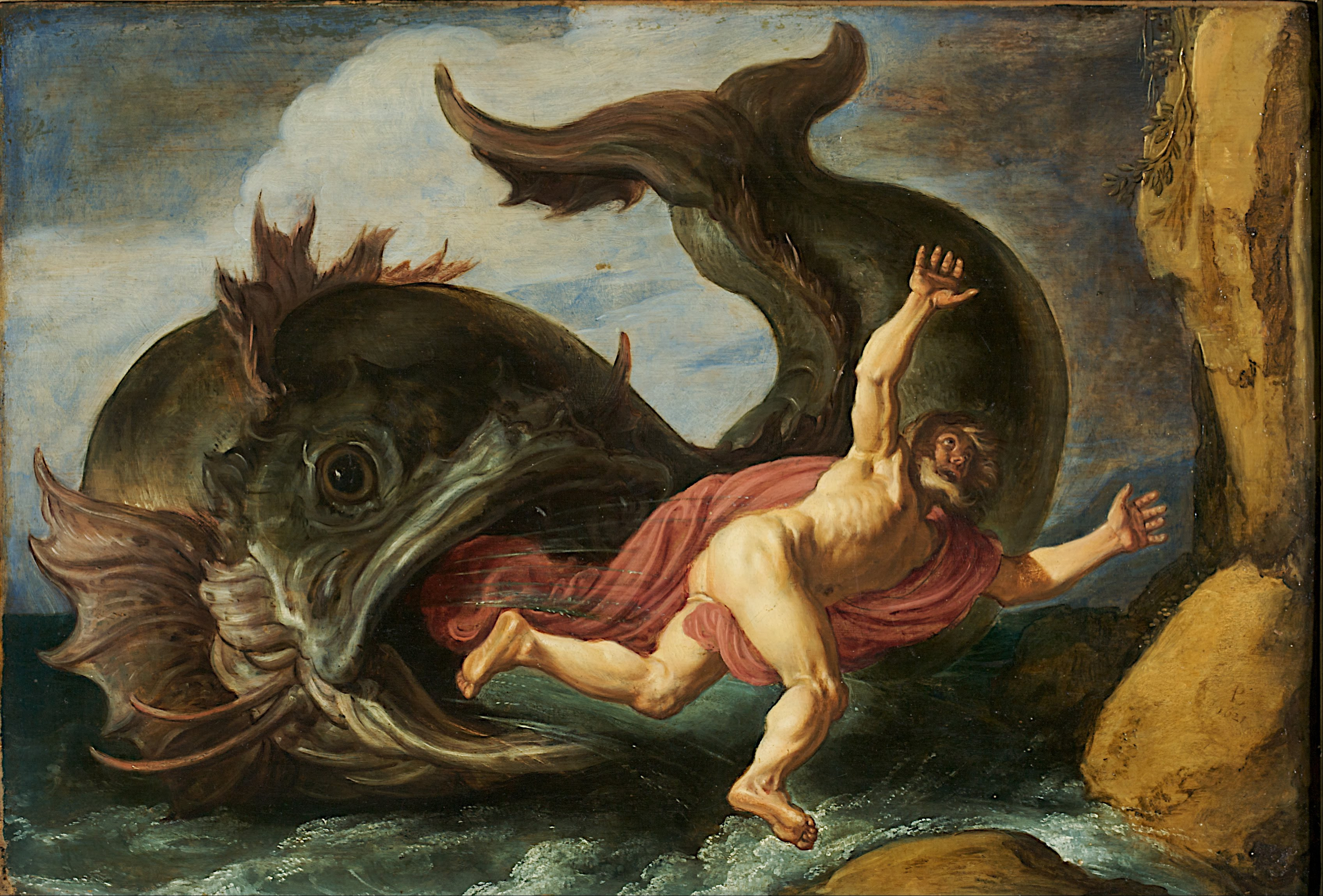
رسم يونس والحوت

يُعد يونان أحد الأنبياء الإثني عشر الصغار في التناخ. ووفقًا للتقاليد، كان يونان الصبي الذي تم اعادته إلى الحياة من خلال إيليا النبي. يتم قراءة سفر يونان كل عام، في اللغة العبرية الأصلية خصوصًا في يوم الغفران.
تشوفا أو القدرة على التوبة وطلب الغفران من الله هي فكرة بارزة في الفكر اليهودي. وتم تطوير هذا المفهوم من خلال سفر يونان: حيث أنَّ يونان بن الحقيقة (اسم والده «أمتّاي» في اللغة العبرية تعني الحقيقة)، يرفض أن يسأل أهل نينوى للتوبة. حيث كان يسعى للحقيقة فقط، وليس للغفران. عندما اضطر للذهاب، سُمعت دعواته بصوتٍ عالٍ وواضح. وتاب أهل نينوى، «من خلال الصوم، بما في ذلك الأغنام»، والنصوص اليهودية هي الحاسمة لهذه.

## في المسيحية

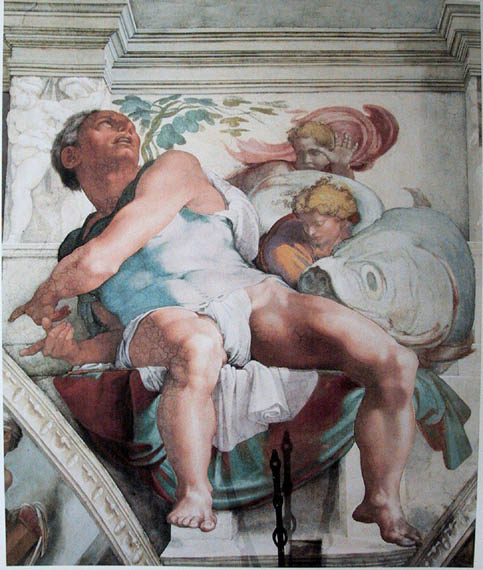
تصوير جصي تخيُلي لِلنبي يونان في سقف كنيسة سيستينا.

يعد يونان أحد الأنبياء الإثني عشر الصغار في العهد القديم. ولقد ظلّ يونان حيًّا في التراث اليهوديّ والمسيحيّ، على مثال إبراهيم وموسى وإيليّا. وقد جاء ذكره في العهد الجديد بعدة مواقع. فهناك، بالفعل، ثلاث مجموعات نصوص، على الأقلّ، تٌعيد إلى سفر يونان. الأولى تتعلّق «بآية يونان»، والثانية «بسفينته»، والثالثة بمعنى سفر يونان الضمنيّ. ولقد أشار العهد الجديد إلى قصة يونان واختباره في بطن الحوت (متى 12: 3841) واستشهد بها كرمز لدفن وقيامة يسوع.
يعتبر يونان بمثابة قديس من قبل عدد من الطوائف المسيحية. إلى جانب التأثير الليتورجي من خلال قراءة نصوص سفر يونان في مختلف المناسبات المسيحية. تخصص الكنيسة الكاثوليكية والأرثوذكسية الشرقية واللوثرية يوم 22 سبتمبر، باعتباره يومًا خاصًا باستذكار يونان. وينتشر تقليد صوم باعوثة نينوى في كنيسة المشرق والكنائس المسيحية السريانية والأرثوذكسية المشرقية. وخلاله يتم تذكار صوم سكان مدينة نينوى بحسب سفر يونان.

## في الإسلام
جاء ذكر النبي يونس في القرآن الكريم وكذلك في الأحاديث النبوية من سيرة النبي محمد. جاء ذكره باسم يونس ويُونُسَ بن مَتَّى وصاحب الحوت وكذلك ذا النون أو ذي النون، والنون هو: الحوت، وذكر ابن الأثير: أن: «مَتَّى» اسم والدته، وأن الأنبياء لم ينسب أحد منهم لأمه إلا يونس وعيسى ابن مريم. ويؤمن جميع المسلمين بنبوته وبجميع الأنبياء الذين ذكرهم الله في القرآن. وقد جاء ذكر يونس في مواضع متعددة من القرآن، ومنها في سورة مذكورة باسمه وهي: سورة يونس.
تذكر التقاليد الإسلامية أن يونس جاء من سبط بنيامين، ويونس هو الوحيد من الأنبياء الإثني عشر الصغار المذكور بالإسم في القرآن.
لدى السرد القرآني لقصة يونس بعض أوجه التشابه وكذلك اختلافات جوهرية مع القصة في الكتاب المقدس. يصف القرآن يونس كواعظ من الصالحين لرسالة جاءته من الله. ويذكر القرآن أن يونس غادر على متن سفينة، وطلب من أهلها أن يركبوه معهم، فتوسموا فيه خيرا فأركبوه. ولما توسطوا البحر هاج بهم واضطرب، فقالوا: إن فينا صاحب ذنب. فاستهموا فيما بينهم على أن من وقع عليه السهم ألقوه في البحر، فوقع السهم على يونس. فسألوه عن شأنه وعجبوا من أمره وهو التقي الصالح. فحدثهم بقصته، فأشار عليهم بأن يلقوه في اليم ليسكن عنهم غضب الله فألقوه. فالتقمه بأمر الله حوت عظيم، وسار به في الظلمات، في حفظ الله وتأديبه، وتمت المعجزة.
قال أهل التفسير: بعث الله يونس عليه السلام إلى أهل - نينوى - من أرض الموصل، فدعاهم إلى الله عز وجل، فكذبوه وتمردوا على كفرهم وعنادهم، فلما طال ذلك عليه من أمرهم، خرج من بين أظهرهم ووعدهم حلول العذاب بهم بعد ثلاث.
قال ابن مسعود ومجاهد وسعيد بن جبير وقتادة وغير واحد من السلف والخلف: فلما خرج من بين ظهرانيهم وتحققوا نزول العذاب بهم قذف الله في قلوبهم التوبة والإنابة وندموا على ما كان منهم إلى نبيهم، فلبسوا المسوح وفرقوا بين كل بهيمة وولدها ثم عجوا إلى الله عز وجل وصرخوا وتضرعوا إليه وتمسكنوا لديه، وبكى الرجال والنساء والبنون والبنات والأمهات، وجأرت الإنعام والدواب والمواشي، فَرَغَتْ الأبلُ وفصلانُها، وخارت البقر وأولادها، وثغت الغنم وحملانها، وكانت ساعة عظيمة هائلة.
فكشف الله العظيم بحوله وقوته ورأفته ورحمته عنهم العذاب الذي كان قد اتصل بهم سببه، ودار على رؤوسهم كقطع الليل المظلم.
في الدراسات القرآنية المعاصرة ثمة مقالة بحثية للباحث في حقل علم الآثار القراني عادل الحداري يزعم من خلالها أن النصوص القرآنية المتعلقة بالنبي يونس تدل على أنه كان يقطن وقومه الأرخبيل اليوناني وسواحل بحر إيجه وقد استند على الشواهد الطابونيمية في كون قوم يونس كانوا سلف الأمة الإغريقية اليونانية . 

## مقام النبي يونس
يوجد في محيط مقام النبي يونس آثار من معاصر - وآبار - وأعمدة وحجاره منقوش عليها رموز تاريخية - بقي منها القليل والباقي تعرض للسرقة أو للتكسير· ويوجد آثارات منتشرة على أربعة مناطق: دير حناش - البرياس - الجلمى - كفرا القديمة. الرأي الثاني- يقع في الجهة الشمالية الشرقية من نهر دجلة فوق تل النبي يونس حيث ذكر بان الزهاد والنساك كانوا يأوون إليه، وقد عرف أيضا باسم مسجد التوبة. وقد عثر عام 767 هـ، على قبر النبي يونس، لذا سُمي بجامع النبي يونس في الموصل.